# Broniszowice (Sainte-Croix)
Pour les articles homonymes, voir Broniszowice.
Broniszowice est une localité polonaise de la gmina de Bodzechów, située dans le powiat d'Ostrowiec en voïvodie de Sainte-Croix.